# ماهی دم‌اره‌ای نواری
ماهی دم‌اره‌ای نواری (نام علمی: Idiacanthus fasciola) نام یک گونه از تیره لق‌دهانان است.